# Izgubljeni asteroid
Asteroid ili mali planet je "izgubljen" kada ga promatrači ne mogu pronaći jer više ne mogu precizno predvidjeti njegovu lokaciju. To se događa ako orbitalni elementi malog planeta nisu dovoljno precizno poznati, obično zato što je luk promatranja za objekt prekratak. Mnogi su asteroidi (vrsta malih planeta) ranije izgubljeni, ali su ponovno otkriveni u 1980-ima i 1990-ima; ipak, mnogi mali planeti su i dalje izgubljeni.
Pravi broj izgubljenih asteroida može biti preko 150 000. Tu je i oko 30 000 nebrojenih tijela s parametrom nesigurnosti U= 9, što ukazuje na najveću moguću nesigurnost u određivanju njihove orbite. Mnoga od ovih tijela promatrana su godinama, ako ne i desetljećima, i moraju se smatrati izgubljenima. Također postoji više od tisuću objekata koji se nalaze u blizini Zemlje (NEO) s lukom promatranja od samo jedan ili dva dana.
Po nekim se definicijama izgube tisuće, ako ne i deseci tisuća, uglavnom malih promatranih manjih planeta - ne mogu se vidjeti s odgovarajućim teleskopima na njihovim predviđenim mjestima jer je neizvjesnost predviđenih orbita prevelika. Neke izgubljeni mali planeti otkriveni u proteklim desetljećima ne mogu se pronaći, jer dostupni promatrački podaci nisu dovoljni za pouzdano određivanje orbite. S ograničenim informacijama astronomi ne mogu znati gdje tražiti objekt u budućim datumima. 
Povremeno se „novootkriveni“ objekt pokaže kao ponovno otkrivanje prethodno izgubljenog predmeta. To se može utvrditi izračunavanjem unazad "nove" orbite objekta (nakon što je to čvrsto poznato) i provjerom prošlih pozicija u odnosu na one koji su prethodno zabilježeni za izgubljeni objekt. To obično uvelike produžuje duljinu luka objekta, fiksirajući orbitu mnogo preciznije. Za izgubljene komete proračuni povratne orbite posebno su škakljivi zbog negravitacijskih sila koje mogu utjecati na njihove orbite, poput emisije mlaza plina iz jezgre kometa.